# 比利亚罗亚德拉谢拉
比利亚罗亚德拉谢拉，是西班牙阿拉贡自治区萨拉戈萨省的一个市镇。 总面积92平方公里，总人口660人（2001年），人口密度7人/平方公里。